# 1948 en sports équestres
Chronologie des sports équestres
- 1947 en sports équestres - 1948 en sports équestres - 1949 en sports équestres

Cet article présente les faits marquants de l'année 1948 en sports équestres.

## Événements

### Août
- 9 août 1948 au 13 août 1948 : épreuves d'équitation aux jeux olympiques à Londres (Royaume-Uni)[1].